# Guilty (album Ayumi Hamasaki)
GUILTY – dziewiąty album japońskiej piosenkarki Ayumi Hamasaki. Został nagrany w 2007 r. i wydany na początku roku 2008 w sześciu krajach. Przez pięć tygodni sprzedano 550 021 kopii. Album został wydany w wersji CD i CD+DVD.

## Lista utworów

### CD
| #  | Tytuł                                 | Muzyka                              | Aranżacja        | Czas |
| -- | ------------------------------------- | ----------------------------------- | ---------------- | ---- |
| 1  | "Mirror"                              | Yuta Nakano                         | Yuta Nakano      | 1:56 |
| 2  | "(don't) Leave me alone"              | Tetsuya Yukumi                      | HΛL              | 4:16 |
| 3  | "talkin' 2 myself"                    | Yuta Nakano                         | HΛL              | 4:54 |
| 4  | "decision"                            | Yuta Nakano                         | Yuta Nakano      | 4:20 |
| 5  | "GUILTY"                              | Tetsuya Yukumi                      | CMJK             | 4:33 |
| 6  | "fated"                               | Shintaro Hagiwara, Akihisa Matsuura | CMJK             | 5:34 |
| 7  | "Together When..."                    | Kunio Tago                          | CMJK             | 5:13 |
| 8  | "Marionette -prelude-" (instrumental) | Yuta Nakano                         | Yuta Nakano      | 1:13 |
| 9  | "Marionette"                          | Kazuhiro Hara                       | Kazuhiro Hara    | 4:35 |
| 10 | "The Judgement Day" (instrumental)    | CMJK                                | CMJK             | 1:40 |
| 11 | "glitter"                             | Kazuhiro Hara                       | HΛL              | 4:53 |
| 12 | "MY ALL"                              | Tetsuya Yukumi                      | HΛL              | 5:26 |
| 13 | "reBiRTH"                             | HΛL                                 | HΛL              | 1:38 |
| 14 | "untitled 〜for her〜"                | Kunio Tago                          | Shingo Kobayashi | 5:33 |

### DVD
| #  | Tytuł                                                                                 | Czas |
| -- | ------------------------------------------------------------------------------------- | ---- |
| 1  | "Kyo Ai ～Distance Love～" (jap. 距愛 〜Distance Love〜) (glitter/fated) (short film) |      |
| 2  | "talkin' 2 myself" (teledysk)                                                         |      |
| 3  | "decision" (teledysk)                                                                 |      |
| 4  | "Together When..." (teledysk)                                                         |      |
| 5  | "Marionette" (teledysk)                                                               |      |
| 6  | "(don't) Leave me alone" (teledysk)                                                   |      |
| 7  | "glitter" (making clip)                                                               |      |
| 8  | "fated" (making clip)                                                                 |      |
| 9  | "talkin' 2 myself" (making clip)                                                      |      |
| 10 | "decision" (making clip)                                                              |      |
| 11 | Together When..." (making clip)                                                       |      |
| 12 | Marionette" (making clip)                                                             |      |
| 13 | "(don't) Leave me alone" (making clip)                                                |      |